# Nicolas (Le Petit Nicolas)
Pour les articles homonymes, voir Nicolas.
Nicolas est le héros de la série de livres illustrés Le Petit Nicolas de René Goscinny pour les textes et Sempé pour les dessins.

## Le personnage
Nicolas est un petit garçon âgé entre sept et neuf ans, mais son âge n'est jamais donné dans la série. Il habite avec son papa et sa maman dans une maison avec un jardin, il est le seul enfant du couple. A l'école, il a huit amis (Agnan le chouchou qui n'est pas très aimé de Nicolas et ses amis, Alceste (un gros qui mange tout le temps), Clotaire (le dernier de la classe), Eudes (un bagarreur), Geoffroy (un riche), Joachim, Maixent et Rufus). C'est un élève moyen, son carnet de notes comporte plusieurs zéros et porte l'appréciation suivante : « Élève turbulent, souvent distrait. Pourrait faire mieux. » La présentation du carnet à ses parents est un supplice pour Nicolas comme pour ses copains (sauf Agnan), car il sait qu'il sera privé de dessert. Il ne manque pourtant pas de volonté, a d'ailleurs reçu une fois le prix d'éloquence qui récompense, non pas la qualité, mais la quantité. Il est souvent puni (au piquet) par la maîtresse ou les différents surveillants.

## La famille
- Ses parents
- Sa mémé, son pépé

- Tonton Eugène
- Tante Pulchérie, Tante Dorothée, Tante Eulogie, Tante Clarisse
- Cousine Félicité, Cousine Elvire, Cousin Euloge, Cousin Eloi

## Les expressions
- « Chouette » : Tout est chouette pour Nicolas, ses parents, ses copains, sa maîtresse, des objets divers.
- « Terrible » : Tout est aussi terrible (formidable) pour Nicolas, ses parents, ses copains, lui-même, des objets divers.
- « On rigolait vraiment bien »
- « T'es un (sale) menteur »
- « C'est pas juste »
- « C'est vrai, quoi, à la fin, non mais sans blague ! »
- " Et ça fait des tas d'ennuis"